# Cristina Maccioni
Anna Cristina Maccioni (Cagliari, ...) è un'attrice teatrale e annunciatrice televisiva italiana.
Ha lavorato nei circuiti teatrali nazionali con registi e attori di rilievo come Raf Vallone, Arnoldo Foà, Virginio Gazzolo, interpretato ruoli da testi di autori classici come Shakespeare, Sofocle, Lorca, Goldoni, ma ha sempre seguito anche il filone della letteratura e della cultura sarda antica e contemporanea.
Ha fatto parte del cast di alcune produzioni cinematografiche, tra gli altri Il Disertore di Giuliana Berlinguer, con Irene Papas, e Il figlio di Bakunin di Gianfranco Cabiddu.
Ha lavorato alla sede Rai di Cagliari dal 1986 come annunciatrice TV e radiofonica. In seguito ha lavorato come programmista regista e ha curato inoltre il progetto di recupero e restauro dell'archivio storico di Radio Sardegna e le trasmissioni radiofoniche quotidiane.
Dal 2016 è in pensione e ha ricominciato a dedicarsi al teatro.

## Filmografia parziale
- (1983) Il disertore regia di Giuliana Berlinguer
- (1997) Il figlio di Bakunin, regia di Gianfranco Cabiddu